# Masa papiernicza

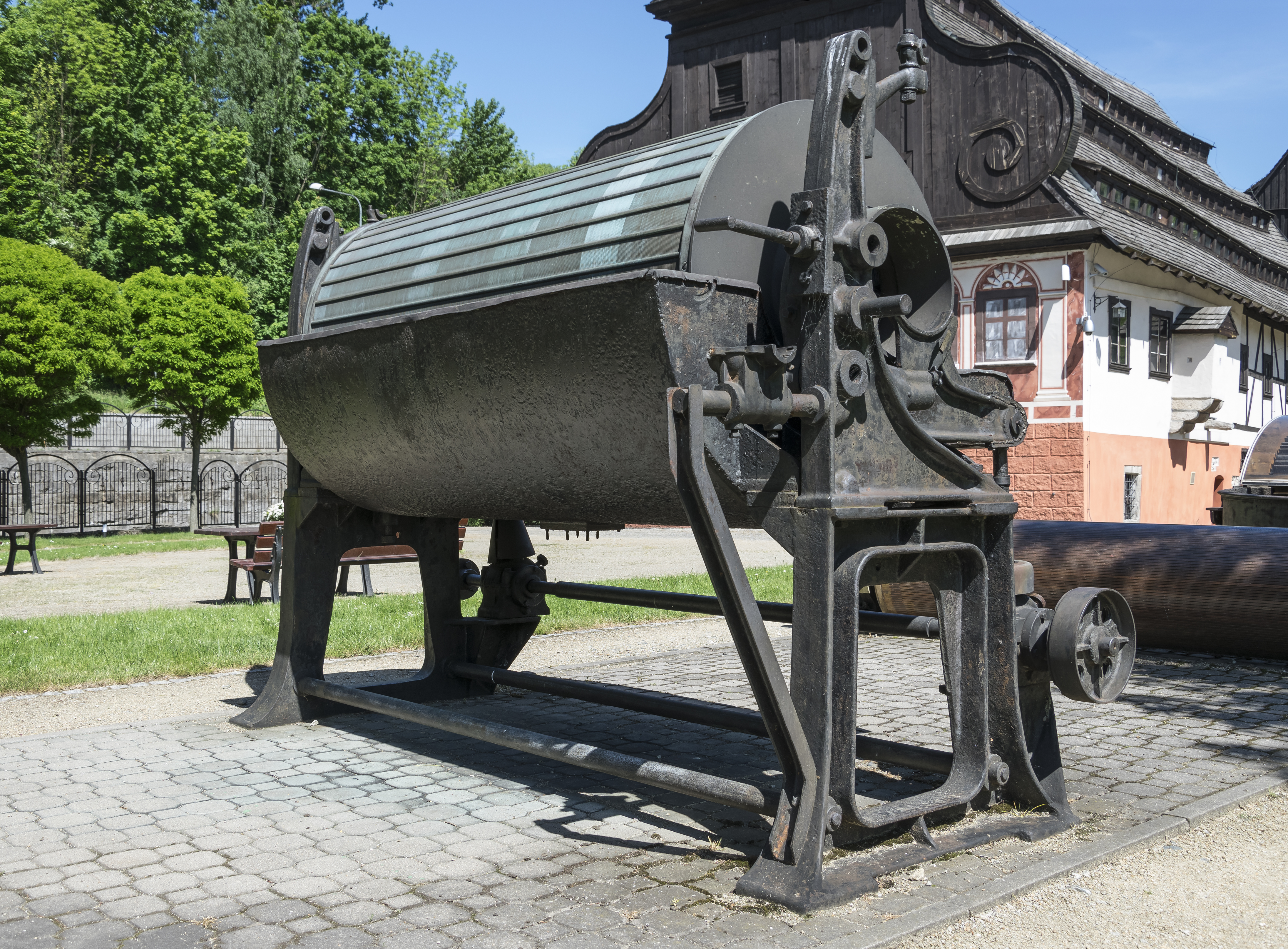
Rafka (urządzenie usuwające lekkie zanieczyszczenia z masy papierniczej)

Masa papiernicza – włókna pochodzenia organicznego w postaci koloidalnej zawiesiny o ściśle określonej smarności (stopniu zmielenia) i gęstości. 
Powstaje w procesie produkcji papieru w tak zwanej kadzi maszynowej, w której są już połączone wszystkie masy włókniste (masa celulozowa z masą ścieru drzewnego oraz masą z oczyszczonej i rozwłóknionej makulatury). Gotowa masa papiernicza z kadzi maszynowej dostarczana jest,  przez wlew, na sito w celu spilśnienia w postać nieodwodnionego papieru.